# Родригес, Дорьян
Дорьян Хованни Родригес Сото (исп. Doryan Jovanny Rodríguez Soto; род. 18 января 2003, Сан-Хосе) — костариканский футболист, выступающий на позиции нападающего за «Спортинг» из Сан-Хосе (в аренде из «Алахуэленсе»).

## Карьера в сборной
В 2022 году со сборной Коста-Рики стал победителем турнира УНКАФ среди игроков до 19 лет, на котором принял участие во всех матчах своей команды, отличившись одним забитым мячом.
9 июня 2022 года был включён в состав костариканской сборной для участия в молодёжном чемпионате КОНКАКАФ.

## Достижения

### Командные
Алахуэленсе
- обладатель Кубка Коста-Рики: (1) 2023[исп.]
- обладатель Центральноамериканского кубка КОНКАКАФ: (1) 2023

 Коста-Рика (до 19)
- победитель турнира УНКАФ среди игроков до 19 лет[англ.]: (1) 2022[исп.]

 Коста-Рика (до 23)
- серебряный призёр футбольного турнира Центральноамериканских и Карибских игр: (1) 2023[исп.]

### Личные
- лучший молодой игрок Центральноамериканского кубка КОНКАКАФ: (1) 2023